# Czernice Borowe (plaats)
Czernice Borowe is een dorp in het Poolse woiwodschap Mazovië, in het district Przasnyski. De plaats maakt deel uit van de gemeente Czernice Borowe en telt 480 inwoners.